# リチャード・トラムカ
リチャード・ルイス・トラムカ（Richard Louis Trumka、1949年7月24日 - 2021年8月5日）は、アメリカ合衆国の労働運動家、弁護士、炭鉱労働者。米国労働組合の中央組織「AFL-CIO」元議長。

## 来歴
1949年、ペンシルベニア州ピッツバーグ郊外で炭鉱労働者の家庭に生まれ、高校卒業後は鉱山労働に従事した。ヴィラノヴァ大学ロースクールを経て弁護士となり、1975年に全米鉱山労組（UMWA）法務部に入局。1982年、33歳にしてUMWA会長に就任。1995年、AFL-CIO書記長。2009年、会長。
2021年8月5日、心臓発作のため死去。72歳没。急死に伴いAFL-CIOでは、書記長のリズ・シューラ―が会長代行に就き、8月22日、会長に選出された。
2022年7月、ジョー・バイデン大統領は大統領自由勲章の追贈を決定した。